# Gonçalo Pereira da Silva de Noronha de Lemos e Menezes
Gonçalo Pereira da Silva Pacheco de Sousa Menezes Osório de Melo de Noronha e Lima ou simplesmente Gonçalo Pereira da Silva de Noronha de Lemos e Menezes (18 de Outubro de 1744 - Maio de 1796), moço fidalgo com exercido na Casa Real, acrescentado a fidalgo escudeiro, sargento-mór de Batalha ou brigadeiro do Exército, e Governador Militar do reino do Algarve, senhor da Honra de São Martinho de Valbom, donatário do Couto do Francemil, 1.º senhor da Vila de Bertiandos, anexando-lhe as duas aldeias de Esturãos e de Santa Comba, senhor do 1.º morgado de Bertiandos e dos de Chainha no Alentejo, de São Miguel, junto à cidade da Guarda, da Quinta dos Freixos em São Martinho de Salreu, junto a Estarreja, dos Guedes, ou de Carrazedo de Montenegro, em Trás-os-Montes, de Sousas ou de Pentieiros, em Ponte de Lima, da Calheta, na Ilha Terceira, padroeiro da Igreja de São Salvador de Bertiandos, cavaleiro professo na Ordem de Cristo (3.7.1783).

## Dados genealógicos
Pais:
- Pai
  - Damião António Pereira da Silva Pacheco de Sousa e Menezes, natural de São Martinho de Salreu; Moço Fidalgo com exercício na Casa Real (alvará de 7 de Agosto de 1744) ; Donatário do Couto de Francemil; Sr. da Honra de São Martinho de Valbom; Senhor do 1." Morgado de Bertiandos, e do de Sousas ou de Pentieiros; da Chainha, no Alentejo; de São Miguel, junto à Guarda; de São Martinho de Salreu; dos Guedes de Carrazedo de Montenegro, em Trás-os-Montes; da Calheta, na Ilha Terceira; Padroeiro das Igrejas de São Pedro de Gondarém (antigamente Mangoeiro); de São Salvador de Bertiandos, e alternadamente do beneficio simples de Santa Maria da Cunha; Cavaleiro Professo na Ordem de Cristo; Familiar do Santo Ofício; sargento-mór do Regimento de Infantaria de Viana do Minho, filho de de Gonçalo de Sousa de Menezes, natural de Bertiandos, comendador de Canelas, e de sua mulher D. Luísa Teodósia Pinto Freire de Andrade, natural de Santarém.
- Mãe:
  - D. Luiza Joanna de Sousa de Menezes, sua prima, natural da Trofa, viúva, filha de Bernardo de Carvalho e Lemos, 8.° senhor da Trofa, Alfarela e Jales;[7] mestre de campo de Auxiliares, e de sua mulher D. Maria Magdalena de Sousa Menezes, natural de Figueiredo das Donas, filha de Manuel de Sousa e Menezes, Comendador de São Mamede de Canelas na Ordem de Cristo, e de sua mulher D. Magdalena Christianna de Sousa Vasconcellos.[8]

Casou, a 22 de Junho de 1763, com:
- D. Inês Luiza de Lencastre César (16 de Maio de 1735 - 18 de Fevereiro de 1793), 1.ª filha de Sebastião Correia de Sá, moço fidalgo com exercício, tenente-general do Exercito e Governador das Armas do Partido do Porto (2.° filho dos 3.°s Viscondes de Asseca) que casou em 1734 com D. Clara Joana Amorim de Amorim Pereira Brito, senhora da Casa da Agrela, e dos morgados de Fontão, no concelho de Ponte de Lima; de Casal Soeiro, e da Rua Escura, no Porto; filha e herdeira de Dom Lourenço de Amorim Pereira, fidalgo da Casa Real; comendador de Santa Maria de Airão, na Ordem de Cristo; senhor da Casa da Agrela e Morgado do Fontão; alcaide-mór da vila de Monção; tenente-general do Exercito ; e de sua mulher D. Luiza Josefa de Abreu Pereira, senhora do Morgado da Rua Escura, filha e herdeira de Francisco de Abreu Soares do Amaral, fidalgo da Casa Real, senhor d'aquelle vinculo; e de sua 1." mulher D. Clara de Abreu Pereira.

Filhos:
- Damião Pereira da Silva de Souza de Menezes e Noronha (1764-1835), brigadeiro de Infantaria, casado a 14 de Outubro de 1792 com Maria Angelina Pereira Pinto Forjaz de Eça Montenegro.
- Sebastião Corrêa de Sá e Menezes (1766-1849), marquês de Terena, casado a 3 de Agosto de 1791 com Francisca Jácome do Lago Bezerra, marquesa de Terena.
- José Pereira da Silva de Souza de Menezes, Major de Infantaria,bacharel formado em Direito, casado a 26 de Junho de 1794, no Porto, com Ana Maria Francisca Leite Pereira Pinto de Vilhena.
- Maria José de Lencastre César de Meneses casada com Sebastião de Abreu Pereira Cyrne Peixoto, senhor de Vila Nova de Lanhezes e do Paço de Lanheses na mesma localidade.